# Sejlsport under sommer-OL 2016 – Nacra 17
Sejladsen i Nacra 17 under Sommer-OL 2016 fandt sted i perioden 10. august - 16. august 2016. 

## Medaljefordeling
| Medaljetagere                          | Medaljetagere                  | Medaljetagere            | Medaljetagere |
| -------------------------------------- | ------------------------------ | ------------------------ | ------------- |
| Guld                                   | Sølv                           | Bronze                   |               |
| Santiago Lange Cecilia Carranza Saroli | Jason Waterhouse Lisa Darmanin | Thomas Zajac Tanja Frank |               |

## Turneringsformat
Der var kvalificeret 20 nationer til konkurrencen, der blev afviklet med tolv indledende sejladser efterfulgt af en medaljesejlads for de ti bedst placerede både. 

## Tidsplan
Nedenstående tabel viser tidsplanen for afvikling af konkurrencen:
| Dato       | Tid   | Runde                   |
| ---------- | ----- | ----------------------- |
| 10. august | 13:00 | 1., 2. og 3. sejlads    |
| 11. august | 13:00 | 4., 5. og 6. sejlads    |
| 12. august | 13:00 | Reservedag              |
| 13. august | 13:00 | 7., 8. og 9. sejlads    |
| 14. august | 13:00 | 10., 11. og 12. sejlads |
| 15. august | 13:00 | Reservedag              |
| 16. august | 13:00 | Medaljeseljads          |

## Resultater
| Placering | Nation         | Udøvere                                        | Sejlads (Placering/point) | Sejlads (Placering/point) | Sejlads (Placering/point) | Sejlads (Placering/point) | Sejlads (Placering/point) | Sejlads (Placering/point) | Sejlads (Placering/point) | Sejlads (Placering/point) | Sejlads (Placering/point) | Sejlads (Placering/point) | Sejlads (Placering/point) | Total point | Netto point |
| Placering | Nation         | Udøvere                                        | 1                         | 2                         | 3                         | 4                         | 5                         | 6                         | 7                         | 8                         | 9                         | 10                        | M                         | Total point | Netto point |
| --------- | -------------- | ---------------------------------------------- | ------------------------- | ------------------------- | ------------------------- | ------------------------- | ------------------------- | ------------------------- | ------------------------- | ------------------------- | ------------------------- | ------------------------- | ------------------------- | ----------- | ----------- |
|           | Argentina      | Cecilia Carranza Saroli Santiago Lange         |                           |                           |                           |                           |                           |                           |                           |                           |                           |                           |                           |             |             |
|           | Aruba          | Nicole van der Velden Thijs Visser             |                           |                           |                           |                           |                           |                           |                           |                           |                           |                           |                           |             |             |
|           | Australien     | Lisa Darmanin Jason Waterhouse                 |                           |                           |                           |                           |                           |                           |                           |                           |                           |                           |                           |             |             |
|           | Østrig         | Tanja Frank Thomas Zajac                       |                           |                           |                           |                           |                           |                           |                           |                           |                           |                           |                           |             |             |
|           | Brasilien      | Isabel Swan Samuel Albrecht                    |                           |                           |                           |                           |                           |                           |                           |                           |                           |                           |                           |             |             |
|           | Canada         | Nikola Girke Luke Ramsay                       |                           |                           |                           |                           |                           |                           |                           |                           |                           |                           |                           |             |             |
|           | Danmark        | Anette Viborg Andreasen Allan Nørregaard       |                           |                           |                           |                           |                           |                           |                           |                           |                           |                           |                           |             |             |
|           | Spanien        | Tara Pacheco van Rijnsoever Fernando Echavarri |                           |                           |                           |                           |                           |                           |                           |                           |                           |                           |                           |             |             |
|           | Frankrig       | Marie Riou Billy Besson                        |                           |                           |                           |                           |                           |                           |                           |                           |                           |                           |                           |             |             |
|           | Storbritannien | Nicola Groves Ben Saxton                       |                           |                           |                           |                           |                           |                           |                           |                           |                           |                           |                           |             |             |
|           | Grækenland     | Sofia Bekatorou Michalis Pateniotis            |                           |                           |                           |                           |                           |                           |                           |                           |                           |                           |                           |             |             |
|           | Italien        | Silvia Sicouri Vittorio Bissaro                |                           |                           |                           |                           |                           |                           |                           |                           |                           |                           |                           |             |             |
|           | Holland        | Mandy Mulder Coen de Koning                    |                           |                           |                           |                           |                           |                           |                           |                           |                           |                           |                           |             |             |
|           | New Zealand    | Gemma Jones Jason Saunders                     |                           |                           |                           |                           |                           |                           |                           |                           |                           |                           |                           |             |             |
|           | Singapore      | Denise Lim Justin Liu                          |                           |                           |                           |                           |                           |                           |                           |                           |                           |                           |                           |             |             |
|           | Schweiz        | Nathalie Brugger Matías Bühler                 |                           |                           |                           |                           |                           |                           |                           |                           |                           |                           |                           |             |             |
|           | Tunesien       | Hedi Gharbi Rihab Hammami                      |                           |                           |                           |                           |                           |                           |                           |                           |                           |                           |                           |             |             |
|           | Uruguay        | Mariana Foglia Pablo DeFazio Abella            |                           |                           |                           |                           |                           |                           |                           |                           |                           |                           |                           |             |             |
|           | USA            | Louisa Chafee Bora Gulari                      |                           |                           |                           |                           |                           |                           |                           |                           |                           |                           |                           |             |             |